# 在ボツワナ日本国大使館

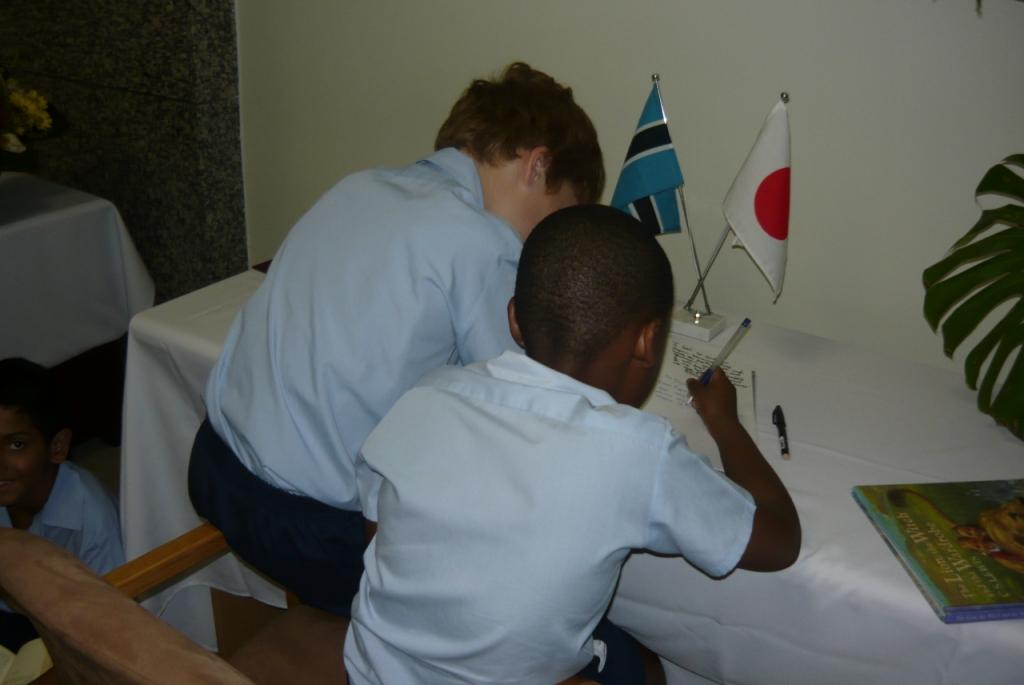
2011年3月22日、在ボツワナ日本大使館にて東日本大震災の犠牲者に弔意を表し記帳するボツワナの子供たち

在ボツワナ日本国大使館（ツワナ語: Kemedi ya Japan mo Botswana、英語: Embassy of Japan in Botswana）は、ボツワナの首都ハボローネ（ハボロネ）にある日本の大使館。

## 概要
- 1966年9月、日本がボツワナの独立を承認すると同時に国交を開設する[1]
- 1997年6月、プレトリアの在南アフリカ共和国日本国大使館が、在ボツワナ日本国大使館との兼轄を開始する[1]
- 1997年8月、駐日ボツワナ大使館が開設される（ただし、初代特命全権大使の着任は1999年4月）[1]
- 2008年1月、ハボローネに在ボツワナ日本国大使館が開設される[1]
- 2008年6月、ハボローネ常駐の特命全権大使としては初代となる松山良一大使が着任する[1]
- 2016年8月、日本とボツワナの外交関係樹立50周年を記念するレセプションが在ボツワナ日本国大使館主催のもと開催される[2]

## 住所

### 所在地
| 日本語 | ハボローネ市カーマ・クレセント通り8842番地バークレーズハウス4階 |
| 英語   | 4th floor Barclays House, Plot 8842, Khama Crescent, Gaborone   |

### プライベート・バッグ
| 日本語 | ハボローネ市プライベート・バッグ00222 |
| 英語   | Private Bag 00222, Gaborone           |